# Kirchenkreis An Sieg und Rhein
Der Evangelische Kirchenkreis An Sieg und Rhein ist einer der 37 Kirchenkreise der Evangelischen Kirche im Rheinland. Derzeit (Stand Juni 2023) umfasst er 28 Kirchengemeinden mit insgesamt ca. 105.000 Gemeindegliedern.

## Gebiet des Kirchenkreises
Der Kirchenkreis erstreckt sich rechtsrheinisch mit dem Rhein als Grenze um die Sieg. Das Gebiet des Kirchenkreises entspricht dem rechtsrheinischen Teil des Rhein-Sieg-Kreises und des Stadtgebiets von Bonn; dazu kommen die nördlichste Gemeinde Overath im Rheinisch-Bergischen Kreis, die südlichste Gemeinde Neustadt-Vettelschoß im rheinland-pfälzischen Landkreis Neuwied und die Gemeinde Asbach-Kircheib, die auf dem Gebiet der Landkreise Neuwied und Altenkirchen liegt. Sitz der Superintendentur ist Siegburg.

## Geschichte
Das Gebiet des heutigen Kirchenkreises gehörte in der Frühen Neuzeit überwiegend zu Kurköln oder zum Herzogtum Berg. Während sich in Kurköln fast keine evangelischen Gemeinden bilden konnten, konnten sich in Jülich-Kleve-Berg dank der toleranten Haltung von Herzog Wilhelm von Jülich-Kleve-Berg im 16. Jahrhundert viele evangelische Gemeinden etablieren. Ein Teil von ihnen ging im Zuge der Gegenreformation wieder unter. Erst durch den Religionsvergleich von Cölln an der Spree 1672 wurden die evangelischen Gemeinden dauerhaft anerkannt. Im Gebiet des jetzigen Kirchenkreises waren es unter anderem die lutherischen Gemeinden in Herchen, Honrath, Leuscheid, Ruppichteroth, Seelscheid und Wahlscheid und die reformierten Gemeinden in Oberkassel und Spich. Kircheib gehörte zur seit 1561 evangelischen Grafschaft Sayn-Altenkirchen. Weitere evangelische Gemeinden wurden erst im 19. und 20. Jahrhundert gegründet.
Nachdem das Gebiet 1815 in die preußische Provinz Jülich-Kleve-Berg (ab 1822 mit der Provinz Großherzogtum Niederrhein zur Rheinprovinz vereinigt) gekommen war, wurden die reformierten und lutherischen Gemeinden des Umlandes von Köln 1817 zum Kirchenkreis Mülheim am Rhein (nach damaligem Sprachgebrauch zur Synode Mülheim am Rhein) zusammengefasst. Dieser Kirchenkreis wurde 1892 in die Kirchenkreise Köln und Bonn geteilt. Am 1. Januar 1968 wurde der alte Kirchenkreis Bonn in die Kirchenkreise Bonn, Bad Godesberg-Voreifel und An Sieg und Rhein aufgeteilt.

## Mitgliederstatistik
Am 1. Januar 2021 gehörten 108.900 Einwohner (= 20,4 % der Bevölkerung) zur Evangelischen Kirche im Rheinland. Am 1. Januar 2024 gehörten 100.000 Einwohner (= 18,3 % der Bevölkerung) zur Evangelischen Kirche im Rheinland. Mit Stand Ende 2024 hat der Kirchenkreis an Sieg und Rhein 97.174 Mitglieder (= 17,8 % der Gesamtbevölkerung).

## Leitung
Die Leitung des Kirchenkreises liegt rheinischem Kirchenrecht gemäß bei der Kreissynode, die in der Regel zwei Mal im Jahr tagt, beim Kreissynodalvorstand und beim Superintendenten.
Superintendenten des Kirchenkreises An Sieg und Rhein:
- 1968–1974: Walter Klocke (1910–1987)[6]
- 1975–1990: Helmut Wirths[7]
- 1990–2000: Rainer Stuhlmann[8]
- 2000–2011: Hans Joachim Corts[9]
- 2012–2016: Reinhard Bartha[10]
- ab 2017: Almut van Niekerk[11]

## Gemeinden
- Asbach-Kircheib
- Bad Honnef
- Beuel
- Bonn-Holzlar
- Eitorf
- Hennef
- Herchen
- Leuscheid
- Lohmar
- Menden und Meindorf
- Much
- Neunkirchen
- Neustadt-Vettelschoß
- Niederkassel
- Oberkassel-Königswinter
- Overath
- Ruppichteroth
- Sankt Augustin und Hangelar
- St. Augustin-Niederpleis und St. Augustin-Mülldorf
- Seelscheid
- Siebengebirge (Aegidienberg, Ittenbach, Oberpleis, Stieldorf, Birlinghoven)
- Siegburg
- Siegburg-Kaldauen
- Thomasberg-Heisterbacherrott
- Troisdorf
- Troisdorf Friedenskirchengemeinde
- Uckerath
- Wahlscheid

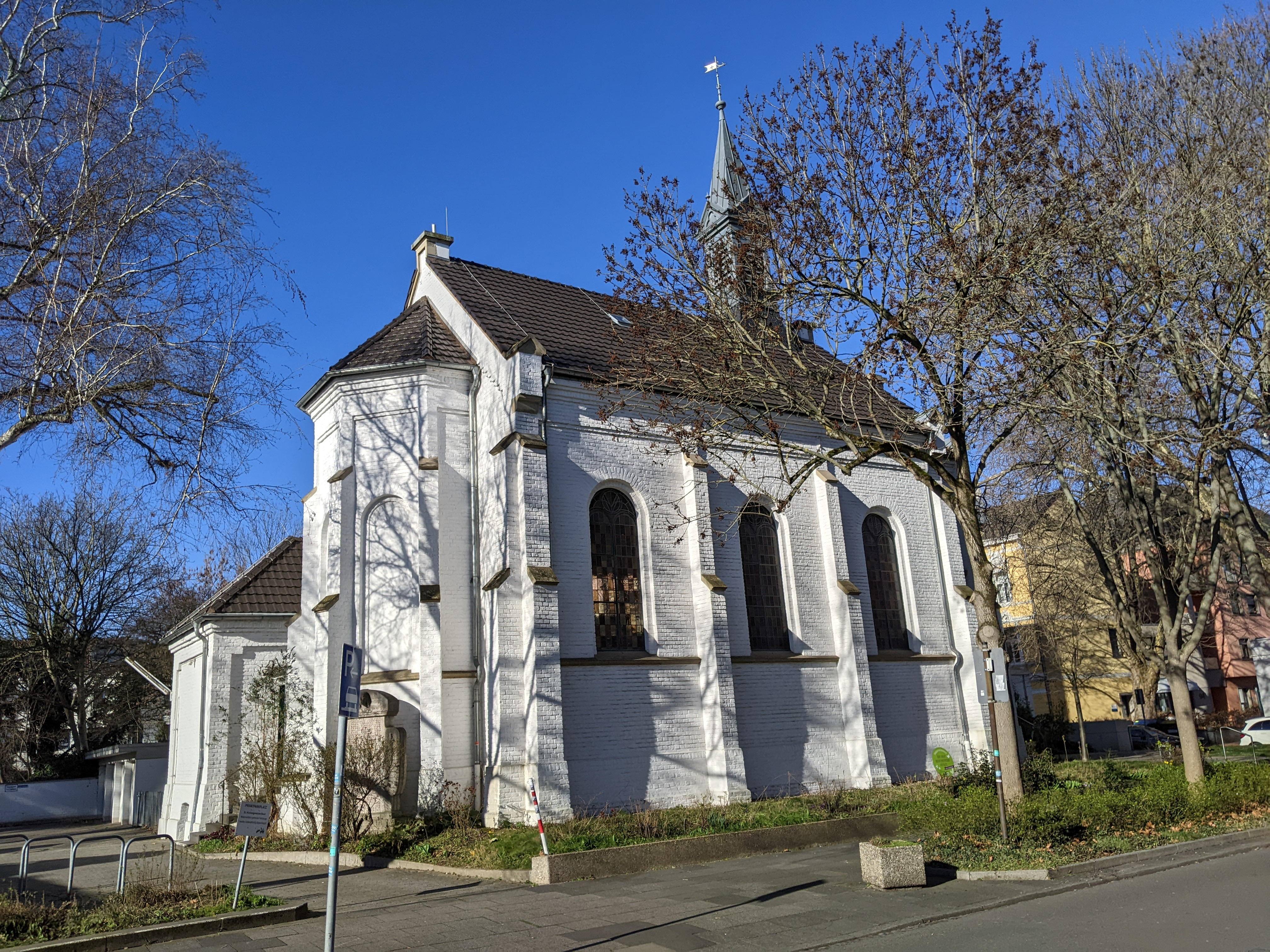
Versöhnungskirche (Beuel)
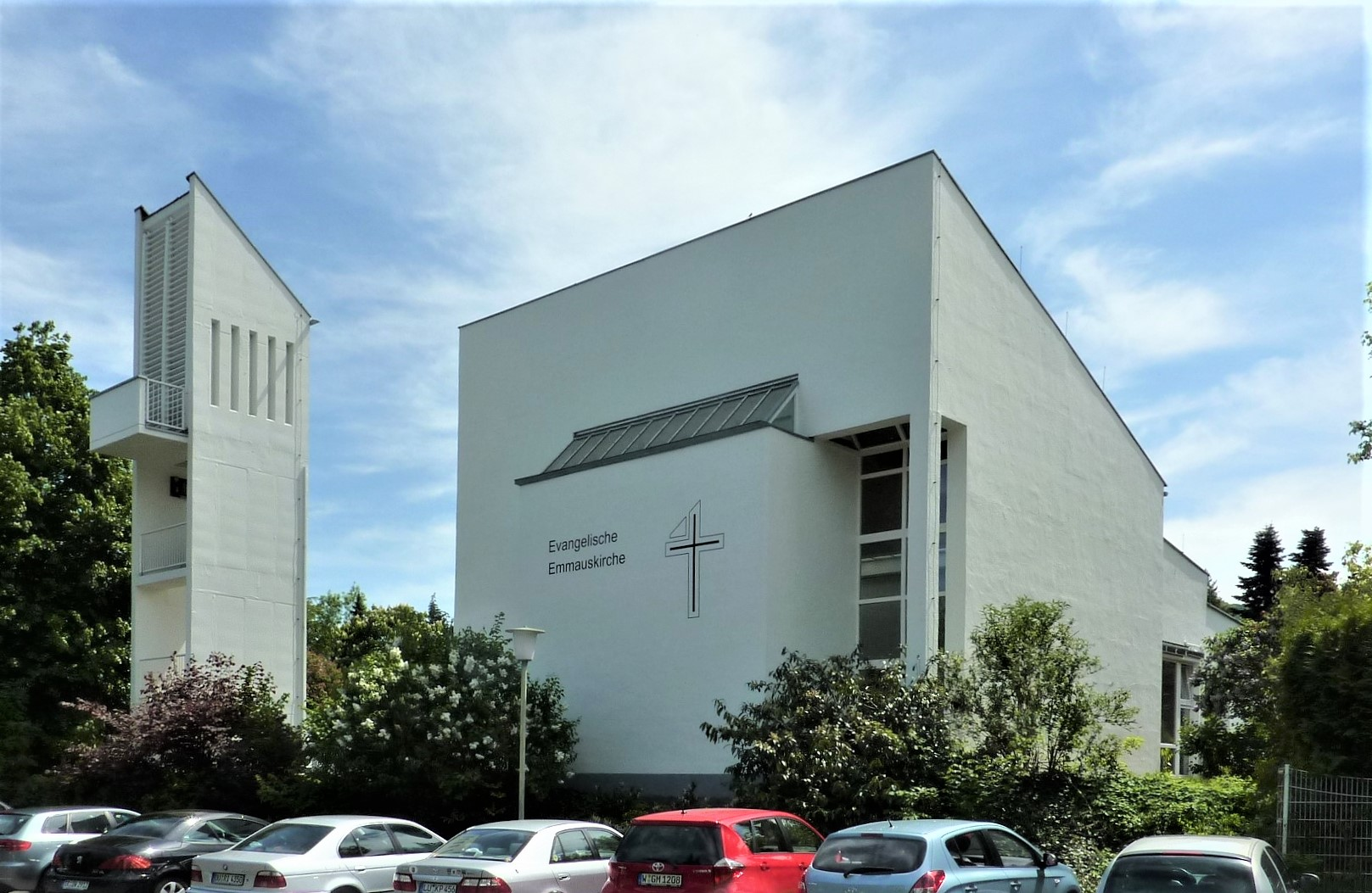
Emmauskirche (Heisterbacherrott)
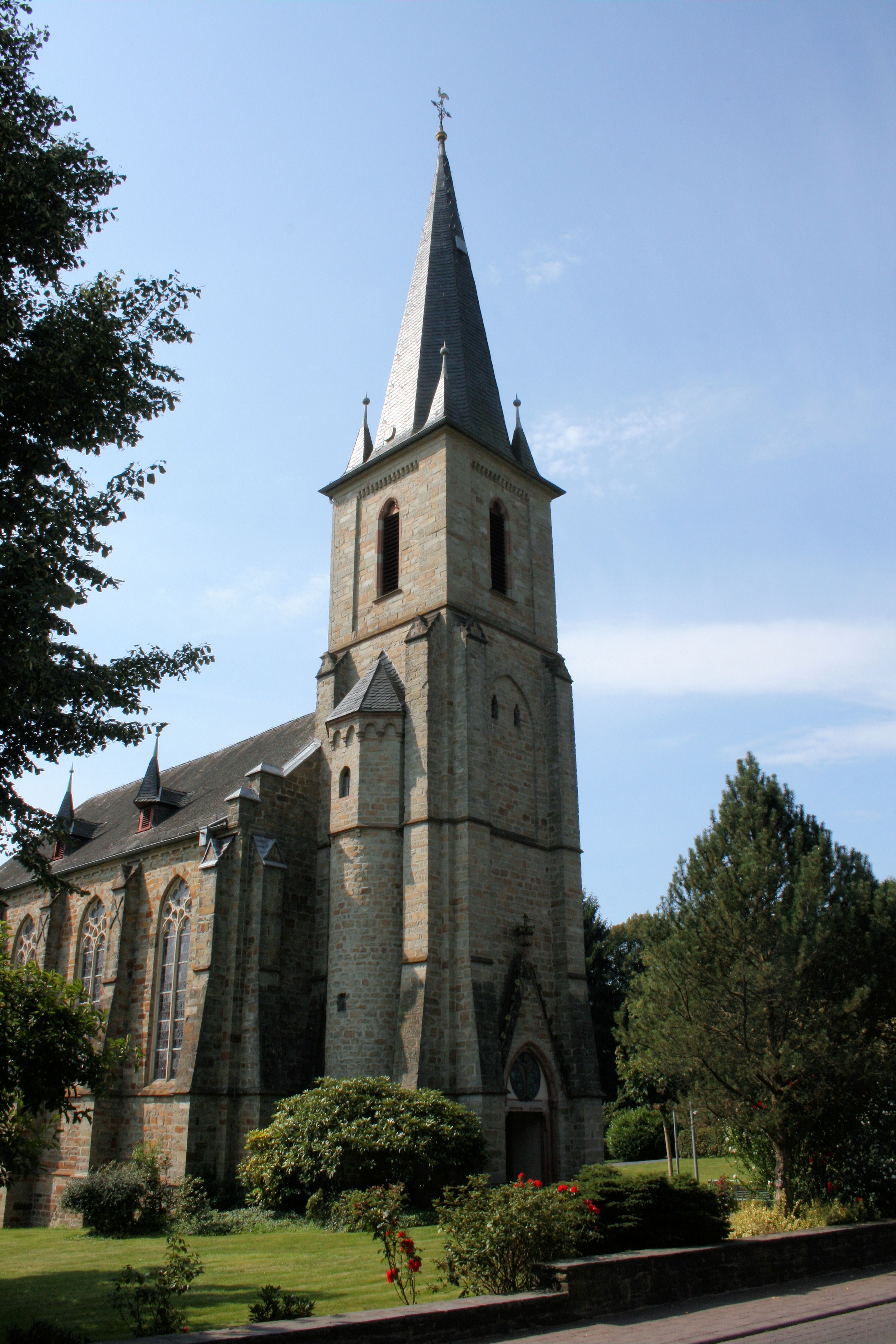
Evangelische Kirche Herchen
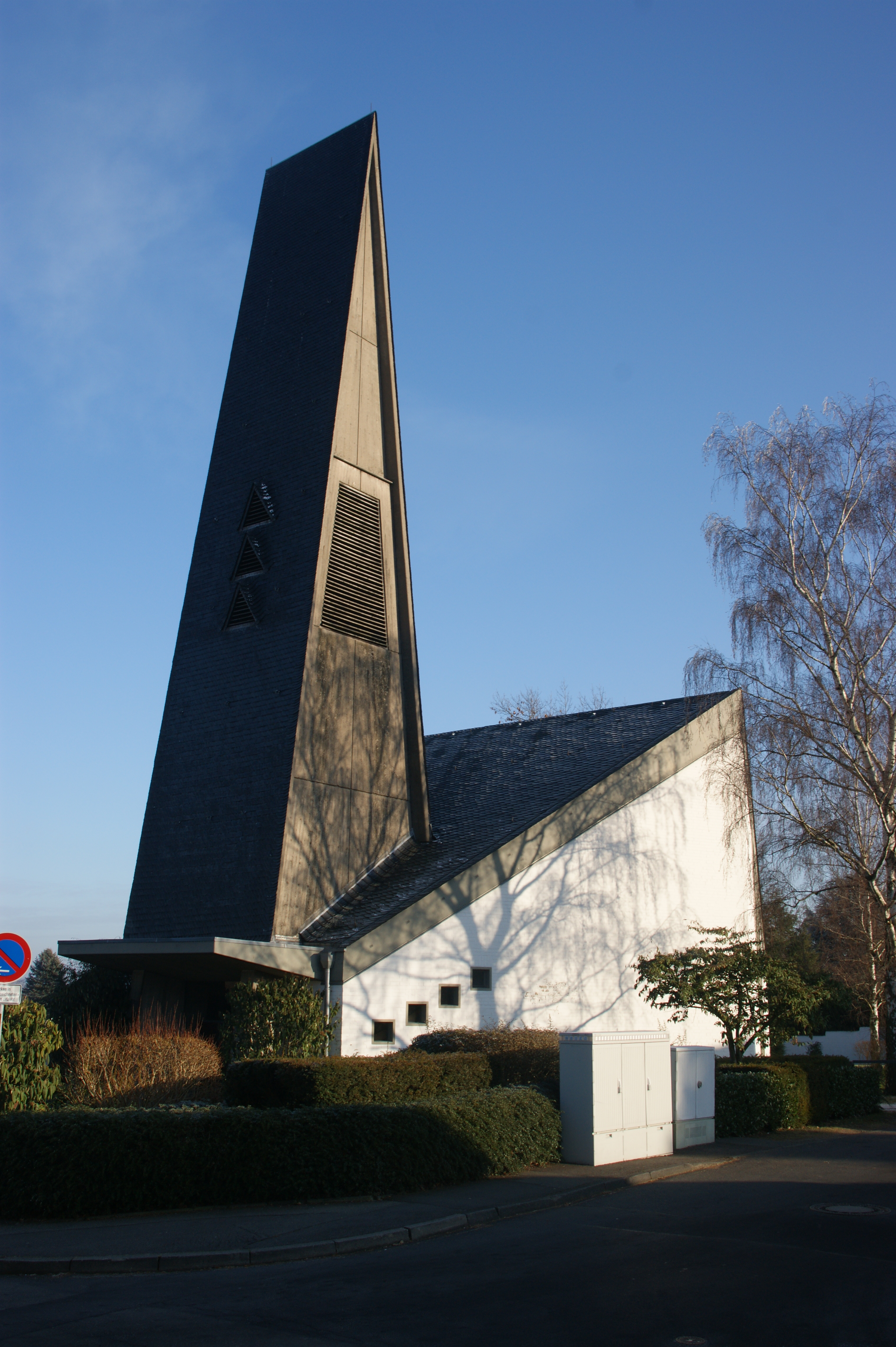
Auferstehungskirche (Ittenbach)
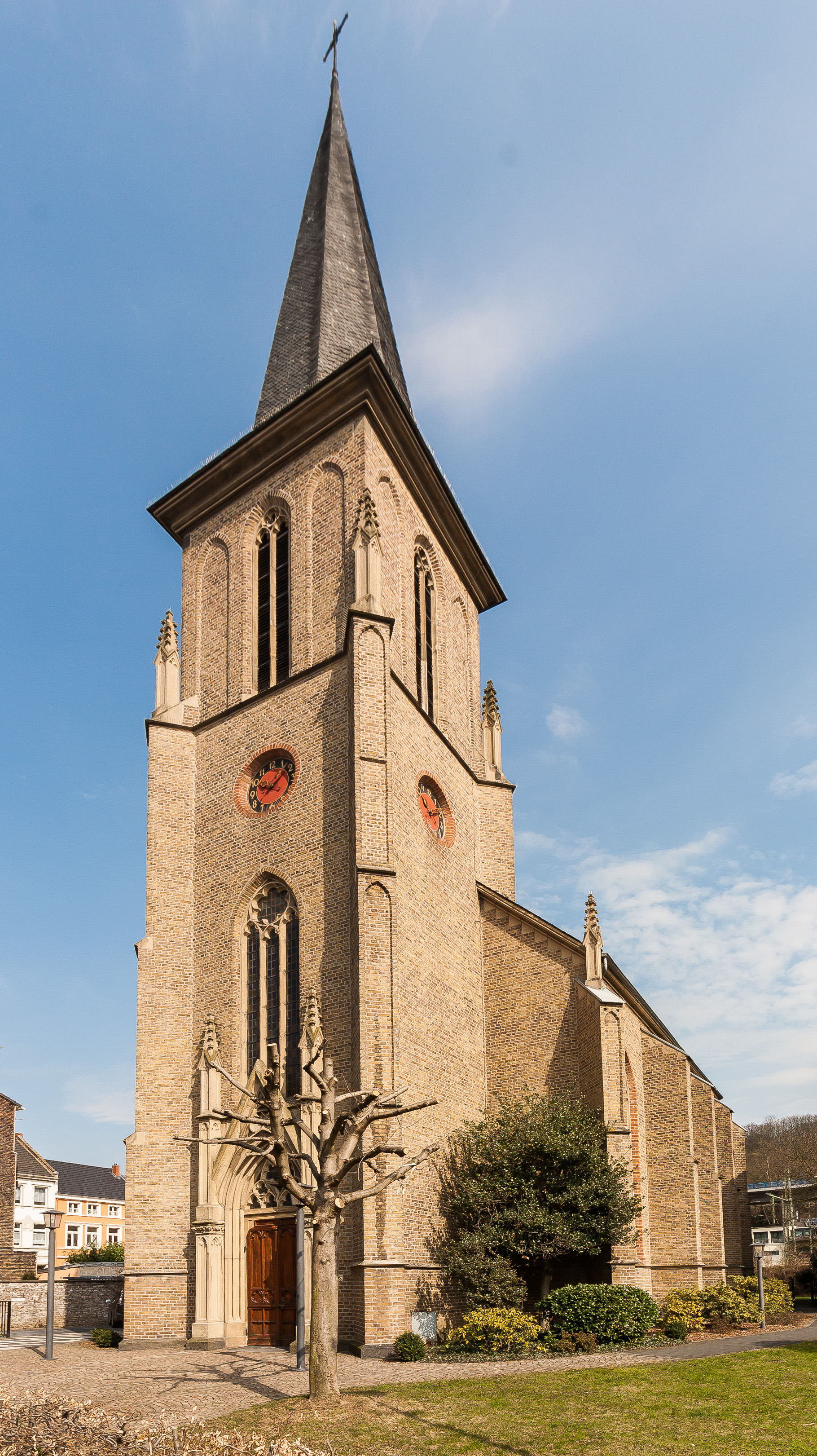
Christuskirche (Königswinter)
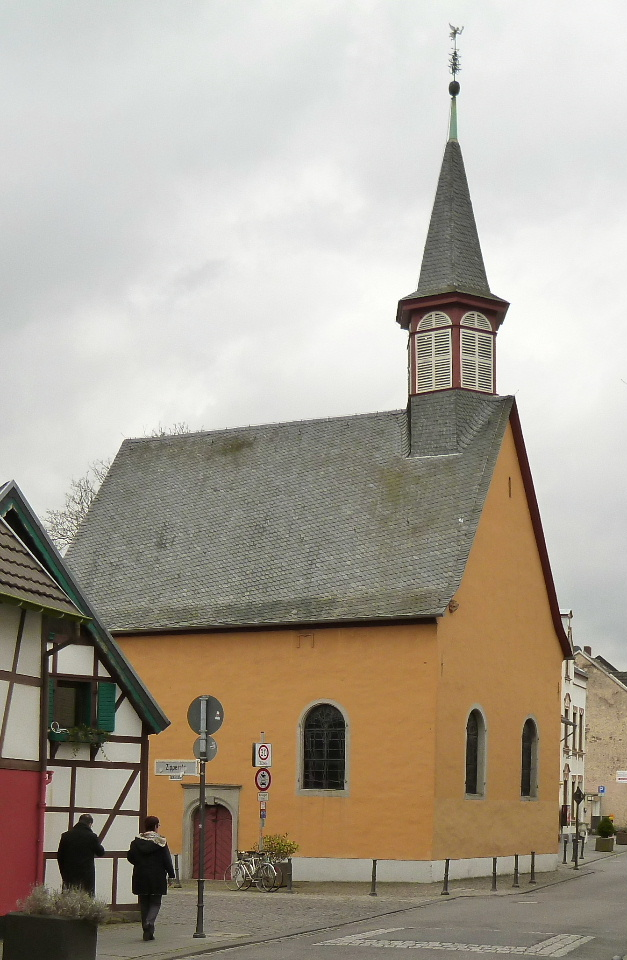
Alte Evangelische Kirche (Oberkassel, Bonn)
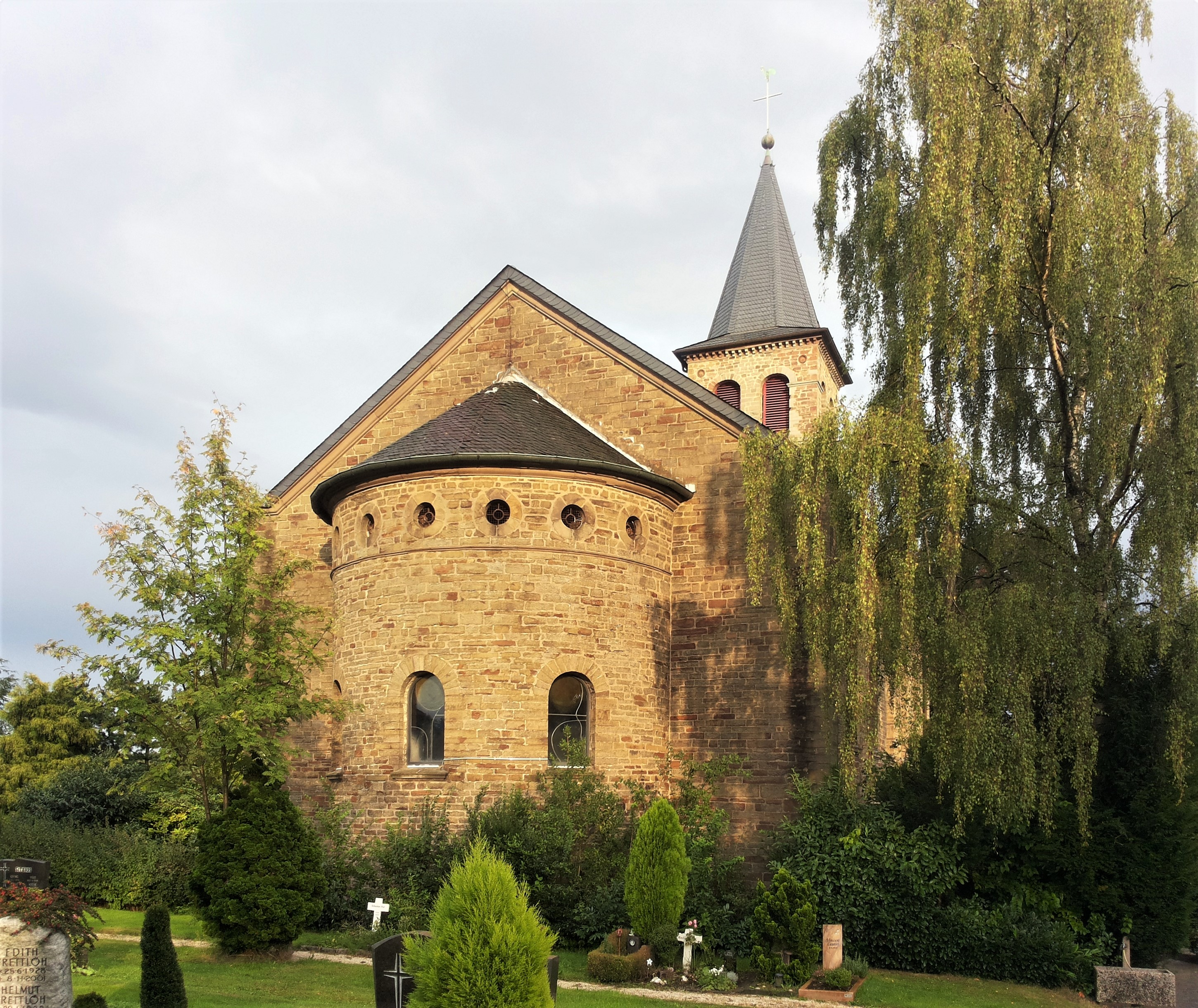
Evangelische Kirche (Seelscheid)
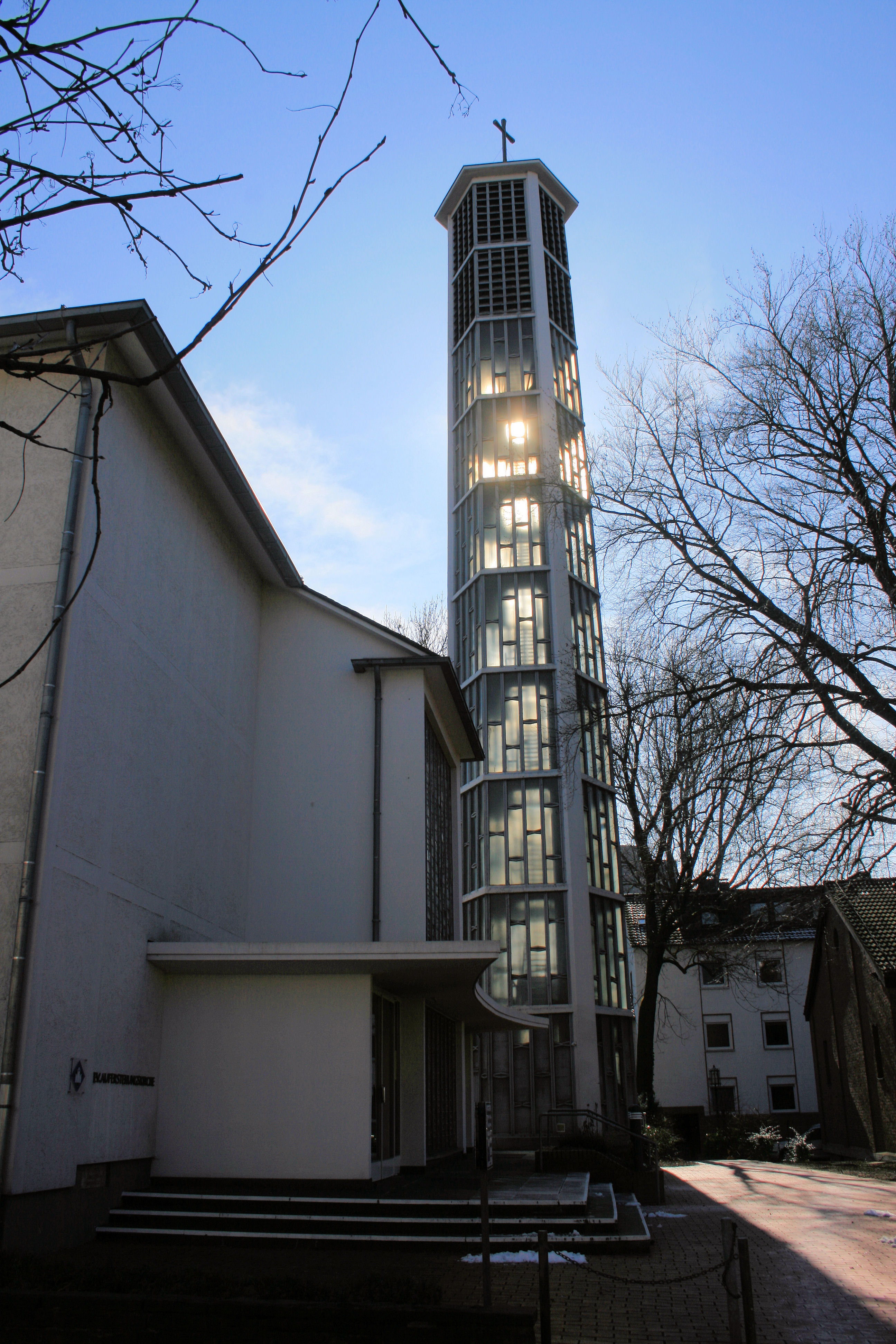
Auferstehungskirche (Siegburg)

Siehe auch
- Kategorie:Kirchengebäude des Kirchenkreises An Sieg und Rhein